# 平川镇 (盐源县)
平川镇，是中华人民共和国四川省凉山彝族自治州盐源县下辖的一个乡镇级行政单位。

## 行政区划
平川镇下辖以下地区：
平川村、禄马铺村、土工铺村、灰折村、杉树坪村、麦盛库村、园田村、青天铺村、庙子山村、海子村、嘎洛村和糯米沟村。